# Атман (індуїзм)
Атман ([ˈɑːtmən]; санскр. आत्मन्) — санскритське слово, що означає справжнє або вічне Я або самоіснуючу сутність кожної людини, яка зберігається в багатьох тілах і протягом життя. Деякі школи індійської філософії розглядають Атман як відмінність від матеріального або смертного его (Ахамкара), емоційного аспекту розуму (Чітта) та існування у втіленій формі (Пракріті).  Термін часто перекладається як душа,, але його краще перекладати як «Я», оскільки він відноситься виключно до чистої свідомості або свідомості-свідка, поза межами ототожнення з явищами. Щоб досягти мокші (звільнення), людина повинна отримати самопізнання (Атма Г'яну або Брахмаджнана).
Атман є центральним поняттям у різних школах індійської філософії, які мають різні погляди на зв'язок між Атманом, індивідуальним Я (Jīvātman), вищим Я (Paramātmā) і Остаточною Реальністю (Брахман), заявляючи, що вони: повністю ідентичні (Адвайта, Недуаліст), зовсім інший (Двайта, Дуаліст) або водночас невідмінний і відмінний (Бгедабгеда, Недуаліст + Дуаліст).
Шість ортодоксальних шкіл індуїзму вважають, що в кожній живій істоті (джива) є Атман, який відрізняється від комплексу тіло-розум. Це головна розбіжність із буддійською доктриною Анатта, яка стверджує, що, по суті, немає незмінної сутності чи Я, які можна знайти в емпіричних складових живої істоти, замовчуючи, що це таке звільнений.

## Етимологія і значення

### Етимологія
Атман (Атма, आत्मा, आत्मन्) — санскритське слово, яке означає «сутність, дихання». Воно походить від протоіндоєвропейського слова *h₁eh₁tmṓ (корінь, що означає «дихання» з германськими спорідненими: голландським adem, давньоверхньонімецьким atum «дихання», сучасною німецькою atmen «дихати» і Atem «дихання, подих», староанглійська eþian).
Ātman, іноді пишеться без діакритики як atman у науковій літературі, означає «справжнє Я» особистості, [note 1] «найпотаємніша сутність». Хоча його часто перекладають як «душа», його краще перекладати як «я».

### Значення
В індуїзмі Атман відноситься до самоіснуючої сутності людських істот, спостерігаючої чистої свідомості або свідомості-свідка, прикладом якого є Пуруша Самкх'я. Воно відрізняється від втіленої індивідуальної істоти, що постійно розвивається (джіванатман), вбудованої в матеріальну реальність, прикладом якої є пракріті Самкх'я, і характеризується Ахамкарою (его, недуховне психологічне Я-ність, Ме-ність), розумом (чітта, манас), і всі осквернюючі клеші (звички, упередження, бажання, імпульси, омани, примхи, поведінка, задоволення, страждання та страхи). Втілена особистість і Ахамкара змінюються, еволюціонують або змінюються з часом, тоді як Атман цього не робить. Це «чиста, недиференційована, самосяюча свідомість».
Як таке, воно відрізняється від неіндуїстських уявлень про душу, яка включає свідомість, а також розумові здібності живої істоти, такі як розум, характер, почуття, свідомість, пам'ять, сприйняття та мислення. В індуїзмі все це включено у втілену реальність, аналог Атмана .
Атман в індуїзмі вважається вічним, нетлінним, позачасовим, «не таким же, як тіло, розум чи свідомість, але… чимось поза межами, що пронизує все це». Атман — це незмінне, вічне, найпотаємніше сяюче Я, на яке не впливає особистість, не впливає его; Атман — це те, що вічно вільне, ніколи не обмежене, усвідомлена мета, сенс, звільнення в житті. Як стверджує Пухальський, «кінцевою метою індуїстського релігійного життя є вихід за межі індивідуальності, усвідомлення власної істинної природи», внутрішньої сутності себе, яка є божественною і чистою.

## Розробка концепції

### Веди
Найдавніше вживання слова Ātman в індійських текстах міститься в Ріґведі (RV X.97.11). Яска, давньоіндійський граматик, коментуючи цей ригведичний вірш, приймає такі значення слова Àtman: всепроникаючий принцип, організм, в якому об'єднані інші елементи, і остаточний чуттєвий принцип.
Інші гімни Ріґведи, де з'являється слово Ātman, включають I.115.1, VII.87.2, VII.101.6, VIII.3.24, IX.2.10, IX.6.8 і X.168.4.

### Упанішади
Атман є центральною темою в усіх Упанішадах, і «пізнай свого Атмана» є одним із їхніх тематичних центрів. Упанішади говорять, що Атман позначає «найвищу сутність всесвіту», а також «життєве дихання в людських істотах», яке є «нетлінним Божественним всередині», яке не народжується і не вмирає. Космологія та психологія нерозрізнені, і ці тексти стверджують, що серцевиною Я кожної людини є не тіло, не розум і не его, а Атман. Упанішади висловлюють дві різні, дещо розбіжні теми про відношення між Атманом і Брахманом. Деякі вчать, що Брахман (найвища реальність; універсальний принцип; буття-свідомість-блаженство) тотожний Атману, тоді як інші вчать, що Атман є частиною Брахмана, але не тотожний йому. Ця давня дискусія вилилася в різні дуальні та недуальні теорії в індуїзмі. Брахма-сутри Бадараяни (~100 р. до н. е.) синтезувала та об'єднала ці дещо суперечливі теорії, стверджуючи, що Атман і Брахман відрізняються в деяких аспектах, особливо в стані невігластва, але на найглибшому рівні та в стані самореалізації Атман і Брахман тотожні, не відрізняються (адвайта). Згідно з Коллером, цей синтез протистояв дуалістичній традиції шкіл Самкх'я-йоги та традиціям реалізму шкіл Ньяя-Вайсешіка, що дозволило йому стати основою Веданти як найвпливовішої духовної традиції індуїзму.

#### Бріхадараньяка Упанішада
Бріхадараньяка-упанішада (800—600 рр. до н. е.) описує Атман як те, в чому все існує, що є найвищою цінністю, що пронизує все, що є сутністю всього, блаженством і неописуваним. У гімні 4.4.5 Бріхадараньяка Упанішада описує Атмана як Брахмана і пов'язує його з усім, чим людина є, усім, чим може бути, своєю вільною волею, своїм бажанням, тим, що людина робить, чого не робить, добром у собі, погано в собі.
Цей «Атман» («я», душа) справді є Брахманом. Його [Ātman] також ототожнюють з інтелектом, Манасом (розумом) і життєвим диханням, з очима та вухами, із землею, водою, повітрям і ākāśa (небом), з вогнем і з тим, що не є вогнем, з бажанням і відсутністю бажання, з гнівом і відсутністю гніву, з праведністю і неправдою, з усім — ототожнюється, як відомо, з тим (що сприймається) і з тим (що передбачається).

Як він [Атман] робить і діє, так і стає: роблячи добро, він стає добрим, а роблячи зло, він стає злим. Він стає доброчесним через добрі вчинки, а порочним через злі вчинки. Інші, однак, кажуть: «Я ототожнюється лише з бажанням». Що бажає, те й вирішує; що вона вирішує, така й її дія; а яке діло робить, те й жне.— Бріхадараньяка Упанішада 4.4.5, 9th century BCE
Ця тема Атмана, що сутність і Я кожної людини та істоти є такими ж, як Брахман, широко повторюється в Бріхадараньяка Упанішаді. Упанішади стверджують, що це знання «Я є Брахман», і що немає різниці між «я» і «ти» або «я» і «він» є джерелом звільнення, і навіть боги не можуть переважати над таким звільнена людина. Наприклад, у гімні 1.4.10,
Брахман був цим раніше; тому він знав навіть Атму (душу, самого себе). Я Брахман, тому це стало всім. І хто з богів мав це просвітлення, тим і став. Те саме з мудрецями, те саме з людьми. Той, хто пізнає себе як «Я є Брахман», стає всім цим всесвітом. Навіть боги не можуть перемогти його, бо він стає їхнім атмою. Отже, якщо людина поклоняється іншому богу, думаючи: «Він один, а я інший», вона не знає. Для богів він як тварина. Скільки тварин служить людині, так кожна людина служить богам. Навіть якщо забрати одну тварину, це викликає страждання; тим більше, коли багатьох забирають? Тому богам не подобається, щоб люди знали це.— Бріхадараньяка Упанішада 1.4.10

#### Чандог'я Упанішада
Чхандог'я-упанішада (7-6 ст. до н. е.) пояснює Атмана як те, що здається відокремленим між двома живими істотами, але не є тією сутністю та найпотаємнішою, справжньою, сяючою сутністю всіх індивідів, яка поєднує та об'єднує всіх. Гімн 6.10 пояснює це на прикладі річок, деякі з яких течуть на схід, а інші — на захід, але зрештою всі зливаються в океан і стають одним цілим. Таким же чином, індивідуальні душі є чистим буттям, стверджує Чхандог'я Упанішада ; індивідуальна душа є чистою істиною, а індивідуальна душа є проявом океану однієї універсальної душі.

#### Катха Упанішада
Разом із Бріхадараньякою всі ранні та середні Упанішади обговорюють Атмана, будуючи свої теорії, щоб відповісти, як людина може досягти звільнення, свободи та блаженства. Катха-упанішада (5-1 століття до н. е.), наприклад, пояснює Атмана як неминучу та трансцендентну найпотаємнішу сутність кожної людини та живої істоти, що це єдине ціле, навіть якщо зовнішні форми живих істот проявляються в різних формах. Наприклад, гімн 2.2.9 говорить,
Як єдиний вогонь, увійшовши у світ, хоч і один, приймає різні форми залежно від того, що він спалює, так і внутрішній Атман усіх живих істот, хоч і один, приймає форму відповідно до того, у що Він входить, і перебуває поза всіма формами.— Катха Упанішада, 2.2.9
Катха Упанішада, у Книзі 1, гімни 3.3 до 3.4, описує широко цитовану прото-самкх'яну аналогію колісниці щодо відношення «Душі, Я» до тіла, розуму та почуттів. Стівен Каплан перекладає ці гімни так: «Пізнай себе як вершника в колісниці, а тіло як просто колісницю. Пізнай інтелект як візника, а розум — як поводи. Кажуть, почуття — це коні, а предмети чуття — стежки навколо них». Потім Катха-Упанішада проголошує, що «коли Я [Атман] розуміє це і є об'єднаним, інтегрованим з тілом, почуттями та розумом, є доброчесним, уважним і чистим, він досягає блаженства, свободи та звільнення».

## Індійська філософія

### Ортодоксальні школи
Атман є метафізичним і духовним поняттям для індуїстів, яке часто обговорюється в їхніх писаннях разом із поняттям Брахмана. Усі основні ортодоксальні школи індуїзму — самкх'я, йога, ньяя, вайшесіка, мімамса та веданта — приймають основоположну передумову Вед та Упанішад про те, що «Атман існує». В індуїстській філософії, особливо в школі індуїзму Веданти, Атман є першоосновою. Джайнізм теж приймає цю передумову, хоча має власне уявлення про те, що це означає. Навпаки, і буддизм, і чарваки заперечують існування чогось під назвою «Атман/душа/я».

#### Самкх'я

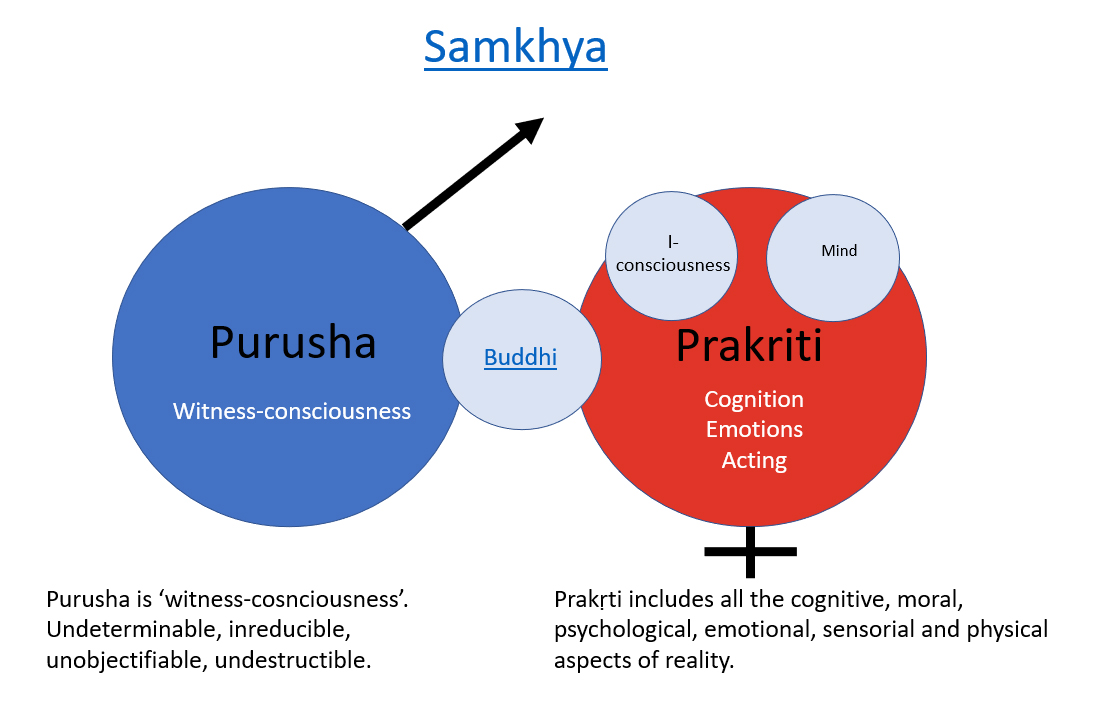
Пуруша-пракріті

У самкх'ї, найдавнішій школі індуїзму, Пуруша, свідомість-свідок, є Атманом. Воно є абсолютним, незалежним, вільним, непомітним, непізнаваним через інші засоби, вище будь-якого досвіду розуму чи почуттів і поза будь-якими словами чи поясненнями. Воно залишається чистим, «неатрибутивним свідомістю». Пуруша не виробляється і не виробляє. Жодні найменування не можуть кваліфікувати пурушу, а також не можуть його субстанціалізувати чи об'єктивувати. Його «не можна зменшити, не можна „врегулювати“». Будь-яке позначення пуруші походить від пракріті та є обмеженням. На відміну від Адвайта-веданти та Пурва-Міманси, Самкх'я вірить у множинність пуруш.
Самкх'я вважає его (асміта, ахамкара) причиною задоволення і болю. Самопізнання є засобом досягнення кайвальї, відділення Атмана від комплексу тіло-розум.

#### Філософія йоги
Йогасутра Патанджалі, основоположний текст школи йоги в індуїзмі, згадує Атму в кількох віршах, зокрема в останній книзі, де самадгі описується як шлях до самопізнання та кайвалья. Деякі раніші згадки про Атмана в Йогасутрі включають вірш 2.5, де доказ невігластва включає «сплутування того, що не є Атманом, з Атманом».
अनित्याशुचिदुःखानात्मसु नित्यशुचिसुखात्मख्यातिरविद्या

Авід'я (अविद्या, невігластво) розглядає минуще як вічне, нечисте як чисте, те, що приносить біль, як приносить радість, а не-Атман – як Атман.— Йогасутра 2.5
У віршах 2.19-2.20 Йогасутра проголошує, що чисті ідеї є сферою Атмана, сприйнятий Всесвіт існує, щоб просвітити Атмана, але хоча Атман чистий, він може бути введений в оману через складність сприйняття або розуму. Ці вірші також визначають мету всього досвіду як засобу самопізнання.
द्रष्टा दृशिमात्रः शुद्धोऽपि प्रत्ययानुपश्यः

तदर्थ एव दृश्यस्यात्मा
Провидець — це абсолютний знавець. Хоча він і чистий, він засвідчує зміни забарвленням інтелекту.

Видовище існує лише для того, щоб служити меті Атмана.— Йогасутра 2.19 - 2.20
У Книзі 4 Йогасутра стверджує, що духовне звільнення є стадією, на якій йогін досягає відмінного самопізнання, він більше не плутає свій розум як Атман, розум більше не піддається впливу страждань чи турбот будь-якого роду, невігластво зникає та «чиста свідомість». поселяється у власній чистій природі".
Школа йоги схожа на школу Самкх'я за своїми концептуальними основами Атмана. Це «Я» відкривається й усвідомлюється в стані Кайваля, в обох школах. Як і Самкх'я, це не єдиний універсальний Атман. Це одне з багатьох індивідуальних «я», де кожна «чиста свідомість поселяється у власній чистій природі», як унікальна окрема душа/я. Проте методологія школи йоги мала великий вплив на інші школи індуїстської філософії. Монізм Веданти, наприклад, прийняв йогу як засіб досягнення Джіванмукті — самореалізації в цьому житті — як концептуально представлено в Адвайта Веданта. Йога та Самкх'я визначають Атмана як «непов'язану, безатрибутну, самосвітну, всюдисущу сутність», яка тотожна свідомості.

#### Ньяя
Ранні атеїстичні вчені ньяя, а пізніше теїстичні вчені ньяя зробили значний внесок у систематичне вивчення Атмана. Вони стверджували, що, незважаючи на те, що «я» тісно пов'язане з тим, хто пізнає, воно все ще може бути предметом знання. Джон Плотт стверджує, що вчені Ньяя розробили теорію заперечення, яка значно перевищує теорію заперечення Гегеля, тоді як їхні епістемологічні теорії, вдосконалені до «пізнання того, хто знає», принаймні дорівнюють витонченості Арістотеля. Методологія ньяя вплинула на всі основні школи індуїзму.
Вчені Ньяя визначили Атмана як невідчутну субстанцію, яка є субстратом людської свідомості, проявляючись із такими якостями, як бажання, почуття, сприйняття, знання, розуміння, помилки, розуміння, страждання, блаженство та інші, або без них. Школа Ньяя не тільки розробила свою теорію Атмана, але й внесла свій внесок у індуїстську філософію кількома способами. До індуїстської теорії Атмана внески вчених ньяя були подвійними. По-перше, вони вийшли за межі того, що вважають це «самоочевидним» і запропонували раціональні докази, сумісні з їхньою епістемологією, у своїх дебатах з буддистами, що «Атман існує». По-друге, вони розробили теорії про те, що «є Атман, а що ні». Наприклад, як доказ твердження «я існує», дослідники Ньяя стверджували, що особисті спогади та спогади у формі «Я зробив це стільки років тому» неявно припускають, що існує істотне, постійне, незмінне та існуюче «я».
Ньяя-сутра, основоположний текст школи індуїзму Ньяя 2-го століття нашої ери, стверджує, що Атма є справжнім об'єктом людського знання. Там також стверджується, що Атман є реальною субстанцією, яку можна вивести з певних ознак, об'єктивно сприйнятих атрибутів. Наприклад, у книзі 1, розділ 1, вірші 9 і 10, Ньяясутра стверджує
У книзі 2, розділ 1, вірші з 1 по 23, Ньяясутри стверджується, що чуттєвий акт погляду відрізняється від сприйняття та пізнання — що сприйняття та знання виникають із пошуків і дій Атмана. Найяїки підкреслюють, що Атман має якості, але відрізняється від своїх якостей. Наприклад, бажання є однією з багатьох якостей Атмана, але Атман не завжди має бажання, і в стані звільнення, наприклад, Атман не має бажання.

#### Вайшешика
Школа індуїзму Вайшешика, використовуючи свої нетеїстичні теорії атомістичного натуралізму, стверджує, що Атман є однією з чотирьох вічних нефізичних субстанцій без атрибутів, а інші три — кала (час), дік (простір) і манас (розум). Час і простір, як стверджували вчені вайшешики, є ека (єдине), нітья (вічне) і вібгу (всепроникне). Час і простір є неподільною реальністю, але людський розум воліє розділяти їх, щоб осягнути минуле, сьогодення, майбутнє, відносне місце інших субстанцій і істот, напрямок і власні координати у Всесвіті. На відміну від цих характеристик часу та простору, вчені Вайшешики вважали Атмана багатьма, вічними, незалежними та духовними субстанціями, які неможливо зменшити або вивести з інших трьох нефізичних та п'яти фізичних драв'я (субстанцій). Розум і органи чуття є інструментами, тоді як свідомість є сферою «атмана, душі, я».
Знання Атмана для індуїстів Вайшешика є іншим знанням без будь-якого стану мокші «блаженства» чи «свідомості», яке описують школи Веданти та Йоги.

#### Мімамса
Атман, у заснованій на ритуалі школі індуїзму Міманса, є вічною, всюдисущою, за своєю суттю активною сутністю, яку ідентифікують як Я-свідомість. На відміну від усіх інших шкіл індуїзму, вчені Мімамсака вважали его і Атмана одним і тим же. У школі Мімамса існувала розбіжність вірувань. Кумаріла, наприклад, вважав, що Атман є об'єктом Я-свідомості, тоді як Прабгакара вважав, що Атман є суб'єктом Я-свідомості. Індуси Мімамсака вважали, що важливими є доброчесні дії та ритуали, довершені досконалістю, і саме вони створюють заслуги та закарбовують знання про Атмана, незалежно від того, усвідомлює хтось Атмана чи ні. Їхній головний акцент був на формулюванні та розумінні законів/обов'язків/чеснотного життя (дхарми) і подальшому досконалому виконанні крій (дій). Обговорення Упанішад Атмана для них мало другорядне значення. У той час як інші школи не погоджувалися та відкидали теорію атми мімамси, вони включили теорії мімамси про етику, самодисципліну, дії та дхарму, необхідні на шляху до пізнання свого Атмана.

#### Веданта

##### Адвайта Веданта
Адвайта-веданта (недуалізм) розглядає «дух/душу/я» в кожній живій істоті як повну ідентичність Брахмана. Школа адвайти вірить, що існує одна душа, яка з'єднується та існує в усіх живих істотах, незалежно від їх форми чи форм, і немає відмінностей, немає вищої, не нижчої, немає окремої душі відданого (Атмана), немає окремої душі Бога (Брахман). Єдність об'єднує всі істоти, божественне є в кожній істоті, і що все існування є єдиною реальністю, стверджують індуїсти Advaita Vedanta. Навпаки, релігійні підшколи Веданти, такі як Двайта (дуалізм), розрізняють індивідуальну Атму в живих істотах і верховну Атму (Параматму) як окрему.
Філософія адвайта-веданти розглядає Атман як самоіснуюче усвідомлення, безмежне та неподвійне. Для адвайтів Атман — це Брахман, Брахман — це Атман, кожне «я» не відрізняється від нескінченного. Атман — це універсальний принцип, одна вічна недиференційована самосвітна свідомість, істину стверджує індуїзм Адвайта. Люди, перебуваючи в стані неусвідомлення цього універсального Я, бачать своє «Я» як відмінне від істоти в інших, а потім діють з імпульсу, страхів, жаги, злоби, розколу, плутанини, тривоги, пристрастей і почуття відмінності. Для адвайтів знання Атмана — це стан повної усвідомленості, звільнення та свободи, який долає подвійності на всіх рівнях, усвідомлюючи божественне в собі, божественне в інших і в усіх живих істотах; неподвійна єдність, що Бог є у всьому, і все є Богом. Це ототожнення окремих живих істот/душ, або джива-атм, з «єдиним Атманом» є недуалістичною позицією Адвайта-Веданти.

##### Двайта Веданта
Моністична, недуальна концепція існування в Адвайта-Веданті не приймається дуалістичною/теїстичною Двайта-Ведантою. Двайта Веданта називає Атман вищої істоти Параматманом і вважає його відмінним від індивідуального Атмана. Дослідники двайти стверджують, що Бог є остаточною, повною, досконалою, але окремою душею, окремою від неповних, недосконалих джив (окремих душ). Субшкола Адвайта вірить, що самопізнання веде до звільнення в цьому житті, тоді як субшкола Двайта вірить, що звільнення можливе лише в загробному житті як спілкування з Богом і лише через благодать Бога (якщо ні, то твій Атман відроджується). Бог створив індивідуальні душі, стверджують Двайта Веданти, але індивідуальна душа ніколи не була і ніколи не стане єдиною з Богом; найкраще, що він може зробити, це відчути блаженство, нескінченно наблизившись до Бога. Таким чином, школа двайти, на відміну від моністичної позиції адвайти, виступає за версію монотеїзму, де Брахман став синонімом Вішну (або Нараяни), що відрізняється від численних окремих Атманів.

### Буддизм
Застосовуючи дезідентифікацію «не-я» до логічної мети, буддизм не стверджує незмінну сутність, будь-яке «вічне, істотне та абсолютне щось, що називається душею, я або атманом», [note 3] Відповідно до Джаятіллеке, дослідження Упанішад не в змозі знайти емпіричний корелят передбачуваного Атмана, але, тим не менш, припускає його існування, і, як стверджує Маккензі, адвайтини «реифікують свідомість як вічне я». Навпаки, буддистське дослідження «задоволене емпіричним дослідженням, яке показує, що такого Атмана не існує, оскільки немає доказів», — стверджує Джаятіллеке.
У той час як нірвана — це звільнення від клеш і порушень розумово-тілесного комплексу, буддизм ухиляється від визначення того, що таке звільнення. За словами Йоганнеса Бронкхорста, «можливо, що початковий буддизм не заперечував існування душі», але не хотів говорити про це, оскільки вони не могли сказати, що «душа по суті не бере участі в дії, як це зробили їхні опоненти». У той час як скандхи вважаються непостійними (анатман) і сповненими скорботи (дукха), існування постійного, радісного і незмінного «я» не визнається і явно не заперечується. Звільнення досягається не пізнанням такого «я», а "відверненням від того, що може помилково вважатися «я».
Відповідно до Гарві, в буддизмі заперечення тимчасових сущих застосовується навіть більш суворо, ніж в Упанішадах:
У той час як Упанішада визнаючи багато речей не-Я, вони відчували, що справжнє, справжнє Я можна знайти. Вони вважали, що коли воно буде знайдене і відоме як тотожне Брахману, основі всього, це принесе звільнення. У буддійських сутах, хоча, буквально все, що бачимо, є навіть не-Я нірвана. Коли це відомо, тоді звільнення – «нірвана» – досягається повною неприв’язаністю. Таким чином, і «Упанішади», і буддійські «Сути» бачать багато речей як не-Я, але Сути застосовують це, справді не-Я, до «всього».
Тим не менш, поняття, подібні до Атмана, також можна знайти в буддійських текстах, хронологічно віднесених до 1-го тисячоліття нашої ери, наприклад, сутри Татхагатагарбха традиції Махаяни пропонують самоподібні поняття, які по-різному називають Татхагатагарбха або природа Будди. У традиції Тхеравади рух Дгаммакая в Таїланді вчить, що помилково підводити нірвану до рубрики анатта (не-я); натомість нірвану вчать бути «справжнім я» або дгаммакаєю. Подібні тлумачення були висунуті тодішнім тайським Сангхараджею в 1939 році. За словами Вільямса, інтерпретація Сангхараджи повторює сутри татгагатагарбха.
Уявлення про природу Будди є суперечливим, і концепції «вічного Я» піддаються різкій атаці. Ці «самоподібні» концепції не є ні собою, ні чуттєвою істотою, ні душею, ні особистістю. Деякі вчені стверджують, що сутри Татхагатагарбха були написані для популяризації буддизму серед небуддистів. Вчення руху Дгаммакая про те, що нірвана є атта (атман), було розкритиковане як єретичне в буддизмі Праюдхом Паютто, відомим ученим-монахом, який додав, що «Будда вчив ніббану як не-я суперечка про природу вчень про „я“ і „не-я“ в буддизмі призвела до ордерів на арешт, нападів і погроз.

## Вплив Атман-концепції на індуїстську етику

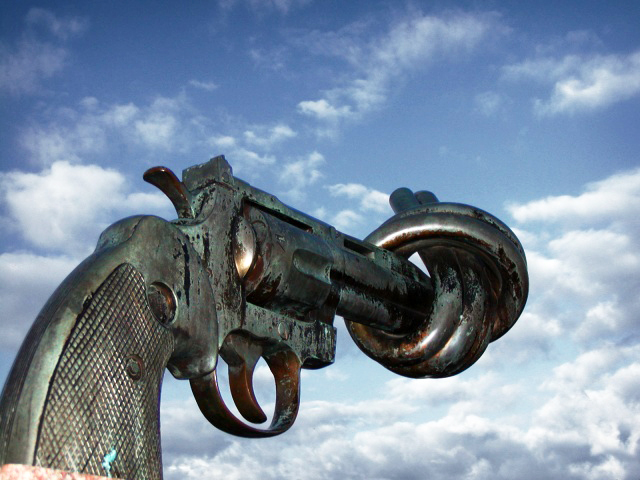
Ахімса, ненасильство, вважається найвищою етичною цінністю та чеснотою в індуїзмі. Чесноти Ахімси випливають із теорій Атмана індуїстських традицій.

Теорія Атмана в Упанішадах справила глибокий вплив на стародавні етичні теорії та традиції дхарми, тепер відомі як індуїзм. Найдавніші Дхармасутри індуїстів декламують теорію Атмана з ведичних текстів і Упанішад і на її основі будують заповіді дхарми, закони та етику. Теорія Атмана, зокрема версії Адвайта-Веданти та Йоги, вплинули на появу теорії Ахімси (відмова від насильства над усіма створіннями), культури вегетаріанства та інших теорій етичного, дхармічного життя.

### Дхарма-сутри
Дхармасутри та Дхармашастри об'єднують вчення теорії Атмана. Апастамба Дхармасутра, найстаріший відомий індійський текст про дхарму, наприклад, називає розділи 1.8.22 і 1.8.23 „Знання Атмана“, а потім декламує
Немає вищої мети, ніж досягнення знання Атмана. Ми процитуємо вірші з Веди, які стосуються досягнення пізнання Атмана. Усі живі створіння є домівкою для того, хто лежить оповитий матерією, хто є безсмертним, хто є чистим. Мудра людина повинна прагнути до знання Атмана. Саме він [Я] є вічною частиною всіх створінь, сутністю якого є мудрість, хто є безсмертним, незмінним, чистим; він — всесвіт, він — найвища мета. – 1.8.22.2-7

Свобода від гніву, від хвилювання, від люті, від жадібності, від розгубленості, від лицемірства, від образливості (від шкоди іншим); Говорити правду, помірне харчування, утримання від наклепів і заздрості, ділитися з іншими, уникнення прийняття подарунків, чесність, прощення, лагідність, спокій, поміркованість, дружба з усіма живими істотами, йога, чесна поведінка, доброзичливість і задоволеність – ці чесноти були погоджені для всіх ашрамів; той, хто, відповідно до приписів священного закону, практикує їх, стає об'єднаним з Універсальним Я'. – 1.8.23.6— Знання Атмана, Апастамба Дхарма сутра, ~ 400 BCE

### Ахімса
Етичну заборону завдавати шкоди будь-якій людині чи іншим живим істотам (ахімса, अहिंसा) в індуїстських традиціях можна простежити до теорії Атмана. Ця заповідь проти травмування будь-якої живої істоти з'являється разом із теорією Атмана в гімні 8.15.1 Чандог'я Упанішади (бл. 8 ст. до н. е.), потім стає центральною в текстах індуїстської філософії, увійшовши до кодів дхарми стародавніх Дхармасутр і пізніших ера Ману-Смріті. Теорія Ахімси є природним результатом і наслідком того, що „Атман є універсальною єдністю, присутньою в усіх живих істотах. Атман з'єднується та панує в кожному. Заподіяння шкоди іншій істоті — це завдає шкоди Атману, а отже, самому собі, яке існує в іншому тілі“. Цей концептуальний зв'язок між власним Атманом, універсалом і Ахімсою починається в Іша Упанішада розвивається в теоріях стародавнього вченого Яджнавалк'я, які надихнули Ганді, коли він очолював ненасильницький рух проти колоніалізму на початку 20 століття.

यस्तु सर्वाणि भूतान्यात्मन्येवानुपश्यति । सर्वभूतेषु चात्मानं ततो न विजुगुप्सते ॥६॥

यस्मिन्सर्वाणि भूतान्यात्मैवाभूद्विजानतः । तत्र को मोहः कः शोक एकत्वमनुपश्यतः ॥७॥

स पर्यगाच्छुक्रमकायमव्रणम् अस्नाविरँ शुद्धमपापविद्धम् । कविर्मनीषी परिभूः स्वयम्भूःयाथातथ्यतोऽर्थान् व्यदधाच्छाश्वतीभ्यः समाभ्यः ॥८॥
І той, хто бачить усе у своєму атмані, і свій атман у всьому, не прагне від цього сховатися.

У кого всі істоти стали єдиними з його власним атманом, яке збентеження, який смуток виникає, коли він бачить цю єдність?
Він [я] панує над усім, сяючий, безтілесний, без ран, без м’язів, чистий, недоторканий злом; далекоглядний, трансцендентний, самобуття, розпорядження закінчується через вічні віки.— Іша Упанішада, гімни 6-8,

## Подібності з грецькою філософією
Концепція Атмана та її обговорення в індуїстській філософії йдуть паралельно з psychê (душею) та її обговоренням у давньогрецькій філософії. Еліаде зазначає, що існує суттєва різниця, оскільки школи індуїзму стверджують, що звільнення Атмана передбачає „самопізнання“ та „блаженство“. Подібним чином, концептуальна тема самопізнання в індуїзмі (Атман джнана) є паралельною концептуальній темі „пізнай себе“ в грецькій філософії. Макс Мюллер резюмував це так:
У цих Упанішадах немає того, що можна було б назвати філософською системою. Вони, у справжньому сенсі цього слова, є здогадами про істину, часто суперечать одне одному, але всі прагнуть в одному напрямку. Ключовою нотою старих Упанішад є «пізнай самого себе», але з набагато глибшим значенням, ніж у «γνῶθι σεαυτόν» Дельфійського оракула. «Пізнай себе» в Упанішадах означає «пізнай своє справжнє «я», те, що лежить в основі твого Его, і знайдіть його та пізнайте у найвищому, вічному «Я», Єдиному без другого, що лежить в основі всього світу.